# ミッシングリンク (日本の高速道路)

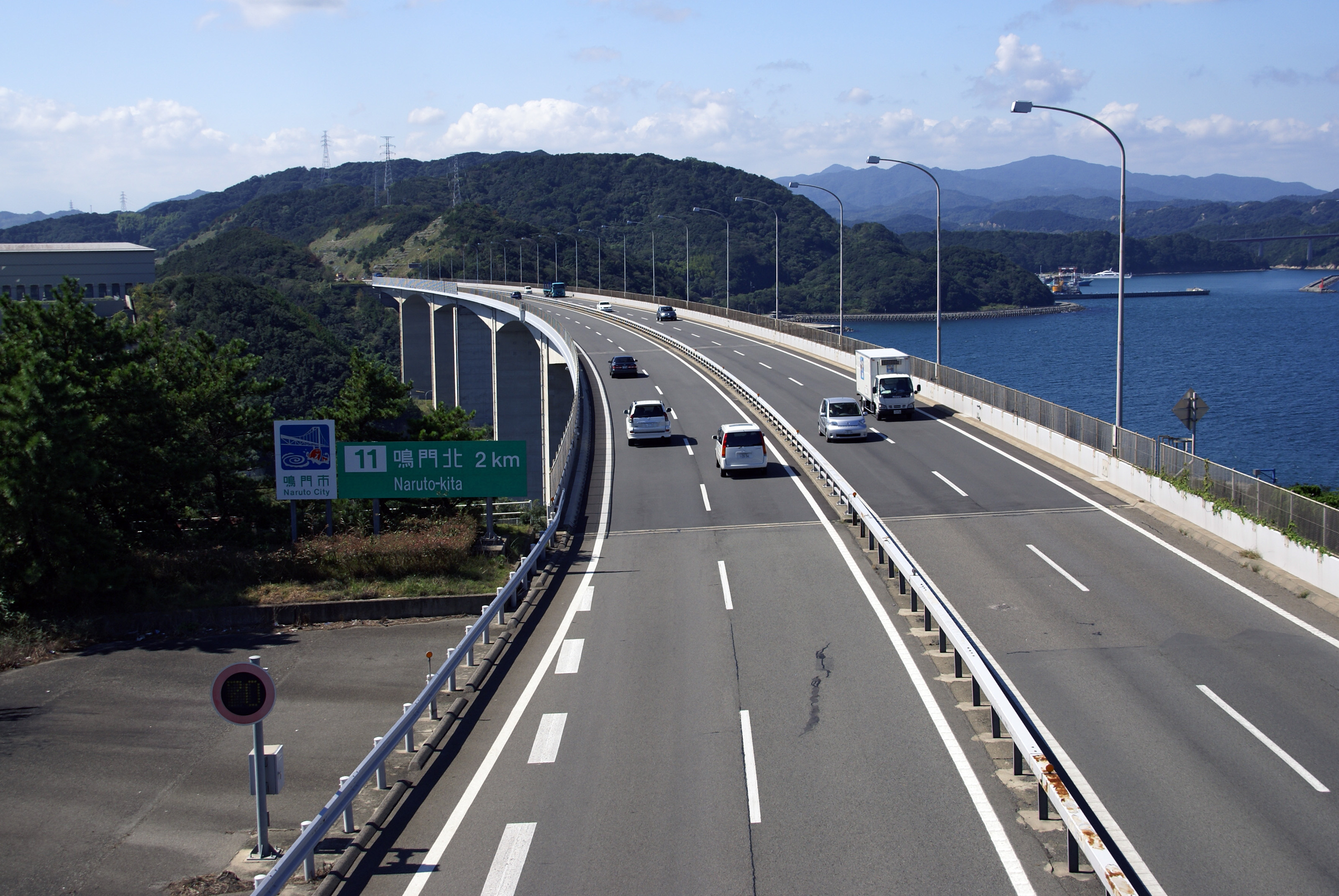
高速道路のイメージ（徳島県鳴門市）

道路網におけるミッシングリンク（英: Missing link）とは、未整備区間で途中で途切れている区間のことを指す。
本項では日本の高速道路におけるミッシングリンクについて取り上げる。

## 概略
「ミッシングリンク」の用語は、国土交通省道路局の施策における用語の一つとして「全国ミッシングリンクの整備」「国土ミッシングリンクの解消 (PDF) 」などの形で用いられている。ミッシングリンクの解消は、大規模災害時における代替ルートの確保、国際競争力の強化、地域経済の強化による地域の自立の支援を図るために必要な施策として位置づけている。

## 一覧

### 北海道地方

#### 高規格幹線道路
- 北海道縦貫自動車道
  - 七飯藤城IC - 大沼公園IC
  - 士別剣淵IC - 名寄IC
  - 美深北IC - 幌延IC
  - 豊富北IC - 稚内
- 北海道横断自動車道 根室線と網走線の重複区間
  - 黒松内IC - 蘭越 - 倶知安IC
  - 倶知安IC - 仁木IC （国道5号倶知安余市道路として事業中）
- 北海道横断自動車道根室線
  - 釧路別保IC - 温根沼IC
- 北海道横断自動車道網走線
  - 足寄IC - 陸別小利別IC
  - 北見東IC - 美幌高野IC
  - 女満別空港IC - 網走
- 旭川紋別自動車道
  - 遠軽IC - 紋別
- 日高自動車道
  - 日高厚賀IC - 浦河 （日高厚賀IC - 新冠IC 2025年度開通予定[1]）
- 帯広広尾自動車道
  - 忠類大樹IC - 広尾IC
- 函館江差自動車道
  - 木古内IC - 江差

#### その他
- 道央圏連絡道路
  - 南長沼ランプ - 南幌ランプ
- 遠軽北見道路
  - 遠軽IC - 遠軽町生田原旭野
  - 佐呂間町 - 北見市
- 旭川十勝道路
  - 東神楽町東神楽 - 中富良野町字中富良野
  - 中富良野町字中富良野 - 北の峰IC （富良野北道路が事業中）
  - 布部IC - 占冠IC
- 釧路中標津道路
  - 標茶町阿歴内 - 標茶町東阿歴内
  - 標茶町北片無去 - 別海町西春別
  - 別海町上春別 - 標津町
- 渡島半島横断道路
  - 長万部町国縫 - 今金町花石
  - 今金町住吉 - せたな町（瀬棚港）
- 函館新外環状道路
  - 函館市上湯川町 - 函館市古川町

### 東北地方

#### 高規格幹線道路
- 東北縦貫自動車道八戸線
  - 七戸北IC - 青森東IC（一部区間は一般国道自動車専用道路 みちのく有料道路として供用中）
- 東北横断自動車道酒田線
  - 月山IC - 湯殿山IC （基本計画区間・一般国道自動車専用道路 月山道路として供用中）
- 東北中央自動車道
  - 新庄真室川IC - 金山北IC
  - 及位IC - 上院内IC
  - 下院内IC - 雄勝こまちIC（2025年度開通予定[2][注釈 1]）
- 津軽自動車道
  - 浪岡JCT - 徳才子交差点
  - つがる柏IC - 国道101号

#### その他
- 下北半島縦貫道路
  - 横浜吹越IC - むつ東通IC
  - 野辺地IC - 七戸北IC
- みやぎ県北高速幹線道路
  - 登米IC - 登米市迫町北方
  - 加倉IC - 国道4号
- 本荘大曲道路
  - 大内IC - 大曲IC
- 盛岡秋田道路
  - 角館バイパス以外
- 新庄酒田道路
  - 古口IC - 廻館IC

### 関東地方

#### 高規格幹線道路
- 東関東自動車道
  - 水戸線
    - 潮来IC - 鉾田IC （2026年度開通予定[3][注釈 2]）

  - 館山線
    - 富浦IC - 館山
- 東京外かく環状道路
  - 東京区間
    - 大泉JCT - 東名JCT
    - 東名JCTから湾岸道路までの区間は調査中[4]
- 首都圏中央連絡自動車道
  - 釜利谷JCT - 戸塚IC
  - 栄IC/JCT - 藤沢IC
  - 大栄JCT - 松尾横芝IC （2026年度開通予定[5]）

#### 首都高速
- 神奈川6号川崎線
  - 大師出入口 - 富士見出入口
- 10号晴海線
  - 晴海出入口 - 都心環状線（新富町出入口付近）
- 首都高速埼玉大宮線（新大宮上尾道路）
  - 与野出入口 - 上尾南出入口

#### その他
- 川崎縦貫道路
- 新湘南バイパス
  - 茅ヶ崎海岸IC - 大磯東IC
- 厚木秦野道路
- 東埼玉道路
- 北千葉道路
  - 北千葉JCT -  船橋市小室町

### 中部地方

#### 高規格幹線道路
- 能越自動車道
  - 七尾IC - 田鶴浜IC
  - のと三井IC - 輪島IC（仮称）
- 伊豆縦貫自動車道
  - 大場・函南IC - 修善寺JCT（仮称）
  - 月ケ瀬IC - 河津七滝IC
  - 河津逆川IC - 下田IC（仮称）
- 中部横断自動車道
  - 長坂JCT（仮称） - 八千穂高原IC
- 三遠南信自動車道
  - 飯田上久堅・喬木富田IC - 喬木IC
  - 国道152号仮接続部 - 佐久間川合IC
  - 東栄IC - 鳳来峡IC （2025年度開通予定[6][注釈 3]）
- 中部縦貫自動車道
  - 松本JCT（仮称） - 中ノ湯IC
  - 平湯IC - 高山IC
  - 油坂出入口（仮称） - 九頭竜IC （2029年春開通予定[7][注釈 4]）

#### その他
- 上越魚沼地域振興快速道路
  - 鶴町IC - 浦川原IC
  - 安塚IC - 八箇IC
  - 野田IC - 余川IC
- 名古屋瀬戸道路
  - 日進IC - 日進JCT （2028年度開通予定[8][9]）
- 名岐道路
  - 一宮中入口以北
- 西知多道路
  - 長浦IC - 常滑JCT[10]

### 近畿地方

#### 高規格幹線道路
- 新名神高速道路
  - 大津JCT - 城陽JCT/IC
  - 八幡京田辺JCT/IC - 高槻JCT/IC （2027年度開通予定[11][注釈 5]）
- 近畿自動車道紀勢線
  - すさみ串本道路
    - すさみ南IC - 串本IC （2027年夏開通予定[12]）

  - 串本太地道路
    - 串本IC - 太地IC （事業中）

  - 新宮道路
    - 新宮市三輪崎 - 新宮北IC （事業中）

  - 紀宝熊野道路
    - 紀宝IC - 熊野市久生屋町 （事業中）

  - 熊野道路
    - 熊野市久生屋町 - 熊野大泊IC （事業中）
- 京奈和自動車道
  - 木津IC - 郡山下ツ道JCT
  - 橿原北IC - 橿原高田IC
- 北近畿豊岡自動車道
  - 豊岡出石IC以北

#### 阪神高速
- 31号神戸山手線
  - 本線・湊川JCT - 南駒栄JCT
  - 須磨分岐線・妙法寺JCT - 須磨IC
- 5号湾岸線
  - 六甲アイランド北出入口 - 名谷JCT
- 2号淀川左岸線
  - 海老江JCT - 豊崎出入口
  - 豊崎出入口 - 門真JCTへ計画中
  - 海老江北出口

#### その他
- 東播磨南北道路
  - 八幡三木ランプ - 国道175号ランプ（2025年9月下旬 －11月間に開通予定[13][14]）
- 神戸西バイパス
  - 永井谷IC - 石ケ谷JCT
- 鈴鹿亀山道路

### 中国地方

#### 高規格幹線道路
- 山陰自動車道
  - はわいIC - 大栄東伯IC （はわいIC - 北条IC/JCT 2026年度開通予定[15][注釈 6]）
  - 石見福光IC - 江津IC
  - 石見三隅IC - 遠田IC （2025年度開通予定[16][注釈 7]）
  - 久城IC - 高津IC
  - 須子IC - 萩IC
  - 三隅IC - 長門湯本温泉IC
  - 俵山北IC - （中国自動車道小月IC付近）
- 鳥取自動車道
  - 岡山県英田郡西粟倉村坂根 - 鳥取県八頭郡智頭町福原[17]（坂根交差点 - 志戸坂トンネル - 駒帰交差点 は一般道路 現道活用区間、志戸坂峠防災 事業中）
- 米子自動車道
  - 米子IC - 米子北IC - （境港方面）

#### 広島高速
- 広島高速5号線
  - 温品JCT - 広島駅北口出入口

#### その他
- 小郡萩道路
  - 絵堂IC - 萩市
- 広島中央フライトロード
  - 大和南IC - 山陽自動車道
  - 三原市大和町（棲真寺出入口） - 尾道自動車道（世羅IC）付近
- 北条湯原道路
  - 北条JCT - 北栄IC　
  - 倉吉南IC - 湯原IC
- 江府三次道路 （生山道路以外。ただしそのうち高道路は、歩行者・自転車以外に原動機付自転車も通行不可として、実質上の自動車専用道路として開通済み）
- 美作岡山道路
  - 湯郷温泉IC - 吉井IC
  - 瀬戸IC - 瀬戸JCT
- 東広島高田道路
  - 東広島市高屋町高屋東 - 向原IC
  - 吉田IC以北
- 広島南道路
  - 海田西インターチェンジ - 海田大橋出入口
  - 商工センター出入口 - 廿日市IC
- 西広島バイパス
  - 舟入IC以東

### 四国地方

#### 高規格幹線道路
- 大洲・八幡浜自動車道
  - 大洲北只IC - 八幡浜東IC
- 今治小松自動車道
  - 今治IC - 今治湯ノ浦IC（今治朝倉IC - 今治湯ノ浦IC 2026年度開通予定[18]）
- 徳島南部自動車道
  - 徳島津田IC - 阿南IC （小松島南IC - 阿南IC 2025年度開通予定[19]）
- 阿南安芸自動車道
  - 阿南IC - 小野IC
  - 日和佐出入口 - 柏木IC
  - 芝崎IC - 安芸西IC
- 高知東部自動車道
  - 芸西西IC - 安芸西IC

- 窪川佐賀道路（高知自動車道）（四国横断自動車道）
  - 四万十町中央IC - 四万十町西IC
  - 黒潮拳ノ川IC - 黒潮佐賀IC
- 佐賀大方道路（高知自動車道）（四国横断自動車道）
  - 黒潮佐賀IC - 黒潮大方IC
- 大方四万十道路（高知自動車道）（四国横断自動車道）
  - 黒潮大方IC - 四万十IC
- 宿毛内海道路（四国横断自動車道）
  - 宿毛和田IC - 内海IC
- 津島道路（四国横断自動車道）
  - 津島岩松IC - 内海IC

#### その他
- 松山外環状道路
  - 井門ICから国道11号方面
  - 東垣生ICから松山空港方面
- 高知松山自動車道
  - 三坂道路以外。ただし、一般道路としての開通済み区間もある。

### 九州地方

#### 高規格幹線道路
- 東九州自動車道
  - 日南東郷IC - 志布志IC
- 西九州自動車道
  - 前原IC - 二丈鹿家IC
  - 伊万里東府招IC - 山代久原IC
  - 松浦IC - 佐々IC （松浦IC - 平戸IC 2025年度開通予定[20]）
- 南九州西回り自動車道
  - 水俣IC - 出水IC
  - 阿久根IC - 薩摩川内水引IC
- 九州中央自動車道
  - 山都通潤橋IC - （五ヶ瀬東IC - 高千穂IC） - 雲海橋交差点 （五ヶ瀬東IC - 高千穂ICは五ヶ瀬高千穂道路、高千穂IC - 雲海橋交差点は高千穂雲海橋道路として事業中）
  - 平底交差点 - 蔵田交差点

#### 北九州高速
- 都市計画道路戸畑枝光線
  - 戸畑出入口 - 牧山ランプ（2033年度開通予定[21])

#### その他
- 中九州横断道路
  - 犬飼IC以遠
  - 竹田IC -  阿蘇西IC
    - 波野IC -  一の宮町坂梨（2026年度開通予定[22]）

  - 大津IC以遠
- 北薩横断道路
  - 溝辺鹿児島空港IC - 野坂IC
  - 佐志IC - さつま泊野IC
  - 高尾野IC - 阿久根北IC
- 南薩縦貫道
  - 谷山IC - 南九州川辺ダムIC （ただしこの区間は一般道活用区間として整備済み）
  - 南九州知覧IC以南 （ただしこの区間は一般道活用区間として整備済み）
- 大隅縦貫道
  - 笠之原IC以南
- 中津日田道路
  - 青の洞門・羅漢寺IC - 本耶馬渓IC
  - 下郷交差点 - 終点（未定）
- 島原道路
  - 島原三会IC - 吾妻西IC
  - 森山西IC - 長野IC
- 佐賀唐津道路
  - 佐賀JCT - 多久原IC
  - 相知長部田IC - 唐津IC
- 有明海沿岸道路
  - 三池港IC以南
  - 諸富IC - 嘉瀬南IC（諸富IC - 川副IC 2026年度開通予定）
  - 福富IC以遠
- 熊本天草幹線道路
  - みすみIC以遠
  - 登立IC - 合津IC
  - 上津浦IC - 瀬戸IC
- 西彼杵道路
  - 指方IC以北
  - 大串IC - 日並IC
  - 時津IC以南
- 鹿児島東西幹線道路
  - 建部IC - 天保山IC
- 鹿児島南北幹線道路
- 熊本西環状道路
  - 花園IC以遠（池上熊本駅IC - 花園IC 2025年10月19日開通予定[23]）
  - 下硯川IC以遠

### 沖縄地方

#### 高規格幹線道路
- 那覇空港自動車道
  - 豊見城・名嘉地IC - 那覇空港IC （2021年4月から5か年程度で開通予定[24][注釈 8]）

#### その他
- 南部東道路

### 他の地方に跨る路線

#### 高規格幹線道路
- 日本海沿岸東北自動車道（東北地方、中部地方）
  - 朝日まほろばIC - あつみ温泉IC （一般国道7号朝日温海道路として事業中[25]）
  - 遊佐鳥海IC - 象潟IC （小砂川IC - 象潟IC 2025年度開通予定[2][注釈 9]、遊佐鳥海IC - 吹浦IC 2026年度開通予定[26][2]）
  - 二ツ井白神IC - 蟹沢IC（二ツ井白神IC - 小繋IC（二ツ井白神第2ICに改良）、小繋IC - 蟹沢IC （一般国道7号二ツ井今泉道路として事業中））秋田自動車道
- 新東名高速道路（関東地方、中部地方）
  - 海老名南JCT以東は第二東海自動車道 （横浜市 - 海老名南は基本計画区間）
  - 新秦野IC - 新御殿場IC （2027年度開通予定[27]）
- 東海環状自動車道（中部地方、近畿地方）
  - 本巣IC - 大野神戸IC （2025年8月30日開通予定[28]）
  - 養老IC - いなべIC

#### その他
- 新潟山形南部連絡道路（東北地方、中部地方）
  - 荒川道路・赤湯バイパス以外の区間
- 山陰近畿自動車道（近畿地方、中国地方）
  - 鳥取IC - 福部IC
  - 居組IC - 新温泉浜坂IC
  - 佐津IC - 京丹後大宮IC